# Ceromitia phaeocomoides
Ceromitia phaeocomoides là một loài bướm đêm thuộc họ Adelidae. Loài này có ở Nam Phi.